# Kościół Matki Bożej Większej w Asyżu
Kościół Matki Bożej Większej w Asyżu (wł. Chiesa di Santa Maria Maggiore) – romański kościół rzymskokatolicki w Asyżu, dawna katedra diecezji umbryjskiej, sanktuarium „Obnażenia św. Franciszka”.

## Historia
Kościół wzniesiono w XI-XII wieku. Pełnił funkcję katedry dla diecezji umbryjskiej. Obecnie kościołem biskupim jest Katedra św. Rufina w Asyżu. Kościół związany jest z opisanym we Wczesnych źródłach franciszkańskich wydarzeniem z życia św. Franciszka z Asyżu. Święty miał przed biskupem wyrzec się swojego ojca Piotra Bernardone, zdejmując z siebie odzienie.
W fasadzie świątyni umieszczona została rozeta datowana na 1162 rok. Kościół posiada trzy nawy rozdzielone kolumnami. Na ścianach znajdują się pozostałości fresków z XIV-XV wieku. W krypcie kościoła, istniejącej już w poprzedniej budowli, sarkofag z krucyfiksem z IX wieku. 25 grudnia 2016 biskup Domenico Sorrentino ustanowił „Sanktuarium Obnażenia św. Franciszka”. W nawie bocznej od 6 kwietnia 2019 przechowywane jest ciało bł. Karola Acutisa.